# Carloman (fils de Charles le Chauve)
Pour les articles homonymes, voir Carloman.
Carloman (v. 847-† 877), fils du roi Charles II le Chauve et de sa première épouse Ermentrude d'Orléans.

## Biographie
Destiné dès l'enfance à la vie religieuse, Carloman se révolte en 869 contre son père qui le fait enfermer à Senlis. Sur ordre du pape Adrien II, Charles II libère son fils et l'oblige à le suivre lors de son expédition contre Girart de Roussillon en 870. Carloman abandonne alors son père et, avec une armée de soldats déserteurs, met à sac les régions autour de Reims jusqu'en Belgique.
Son père réussit à le faire prisonnier et, par l'intermédiaire d'Hincmar, l'archevêque de Reims, demande l'excommunication de son fils. La sentence d'excommunication est approuvée par une grande majorité d'évêques.
En 873, Carloman, prisonnier à Senlis, est déposé de son diaconat et de tout degré ecclésiastique, et réduit à la communion laïque, mais comme ses partisans disent que n'étant plus ecclésiastique, rien ne l'empêche de régner, ils le mettent en liberté. Charles II le Chauve, son père, porte l'affaire la même année au concile de Senlis,
le fait juger de nouveau pour les crimes dont les évêques n'avaient pas eu auparavant connaissance et il est condamné à mort. Mais pour lui donner le temps de faire pénitence, et lui ôter les moyens d'exécuter ses mauvais desseins, son père ordonne qu'on lui crève les yeux et qu'on l'incarcère à Corbie.
Devenu aveugle, Carloman réussit toutefois à se réfugier chez son oncle Louis le Germanique. Ce dernier le fait abbé d'Echternach où il meurt en 877.